# Île Tromelin
Pour les articles homonymes, voir Tromelin.
L'île Tromelin est une île de l'océan Indien administrée par la France au sein des îles Éparses de l'océan Indien, entité rattachée aux Terres australes et antarctiques françaises. L'île est revendiquée par Maurice depuis 1976.

## Géographie

### Localisation
L'île Tromelin, qui doit son nom au chevalier Jacques-Marie Boudin de Tromelin, est située à 436 km à l'est de Madagascar et à environ 560 km au nord des îles de La Réunion et de Maurice. Elle est entourée de fonds marins de 4 000 m de profondeur. Il n'est pas encore clairement défini si elle constitue le sommet émergé d'un volcan sous-marin ou s'il s'agit d'un atoll surélevé.

### Topographie

Carte topographique de Tromelin.

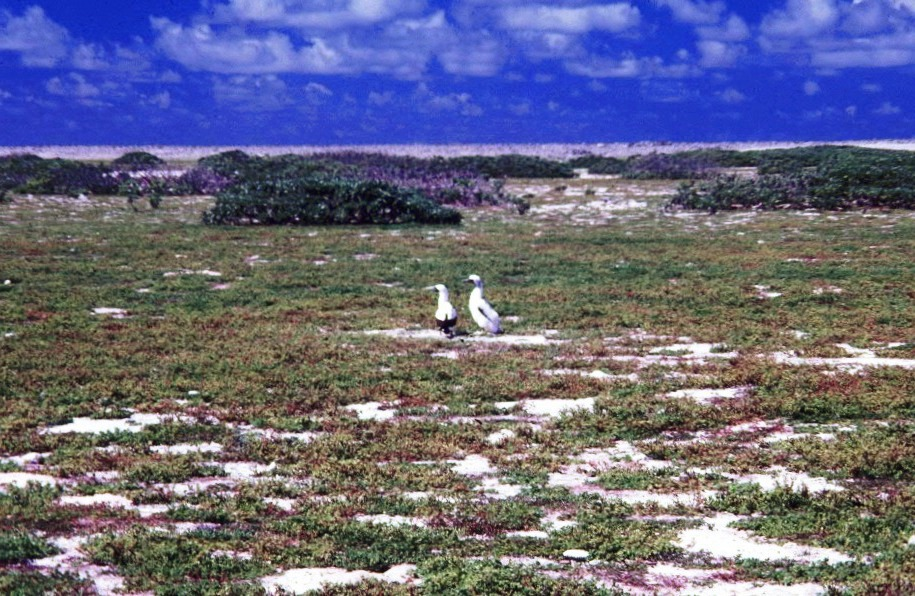
Paysage de l'île Tromelin avec deux Fous masqués.

L'île Tromelin est composée d'un terrain plat et sablonneux, recouvert d'arbustes épars, battu par les vents et chahuté par les alizés.
Son point le plus élevé ne dépasse pas sept mètres.
D'une forme ovoïde, sa côte de 3,7 km de longueur est sablonneuse. L'île est longue d'environ 1 700 m et large au maximum de 700 m. Elle est ceinturée par une barrière de récifs coralliens particulièrement dangereux à la navigation et rendant son accès très difficile. L'accostage se fait uniquement par temps calme et par un seul point, au nord-ouest où il existe une passe étroite. Très souvent, les lames déferlent sur les récifs, rendant tout abordage impossible.
Une piste aérienne permettait l’atterrissage de petits avions et de C-160 Transall de l'armée ; elle est désormais condamnée afin de protéger la colonie locale de fous masqués. L'accès aérien se fait uniquement par hélicoptère.
La pointe nord-ouest de l'île abrite la station météorologique Serge Frolow, comptant plusieurs bâtiments.

### Climat
Le climat est de type tropical maritime avec des températures moyennes mensuelles qui varient de 21 à 30 °C.
Les précipitations se situent entre 1 000 et 1 500 mm d'eau par an, la moitié tombant de janvier à mars. Les pluies sont en général de courte durée et d'intensité modérée à forte. Les alizés de sud-est soufflent la majeure partie de l'année à une vitesse de 15 à 35 km/h.
En saison chaude, se produisent des périodes sans ou avec peu de vent mais entrecoupées par le passage de dépressions ou cyclones tropicaux auxquels l'île est particulièrement exposée. En 1986, elle a ainsi subi deux cyclones : Erinesta, très dévastateur, suivi quelques semaines plus tard d'Honorina.
| Mois                                             | jan.         | fév.         | mars         | avril        | mai          | juin         | jui.         | août         | sep.         | oct.         | nov.         | déc.         | année     |
| ------------------------------------------------ | ------------ | ------------ | ------------ | ------------ | ------------ | ------------ | ------------ | ------------ | ------------ | ------------ | ------------ | ------------ | --------- |
| Température minimale moyenne (°C)                | 25,8         | 26           | 25,9         | 25,4         | 24,4         | 22,8         | 21,8         | 21,6         | 22           | 22,9         | 23,9         | 25,2         | 24        |
| Température moyenne (°C)                         | 28,4         | 28,5         | 28,3         | 27,7         | 26,6         | 25           | 24           | 24           | 24,4         | 25,4         | 26,5         | 27,8         | 26,4      |
| Température maximale moyenne (°C)                | 31           | 31           | 30,8         | 30           | 28,8         | 27,2         | 26,2         | 26,3         | 26,8         | 27,9         | 29,1         | 30,3         | 28,8      |
| Record de froid (°C) date du record              | 20,5 26.1986 | 22,3 21.1987 | 20,9 11.1960 | 20,8 20.1962 | 19,5 22.1960 | 18,1 10.1995 | 17,4 12.1964 | 17,8 22.1957 | 18 05.1974   | 18,2 04.1975 | 19,6 05.1960 | 20,5 25.1960 | 17,4 1964 |
| Record de chaleur (°C) date du record            | 36,3 01.1983 | 34,9 10.2017 | 34,4 08.1988 | 33,3 15.1996 | 31,6 17.1976 | 30 03.2009   | 28,5 10.1977 | 28,8 15.1990 | 29,3 26.2019 | 31,7 22.2018 | 33,8 29.1997 | 33,9 19.2014 | 36,3 1983 |
| Précipitations (mm)                              | 137,4        | 187,8        | 156          | 128,7        | 69,1         | 66,9         | 65,2         | 51,9         | 47,4         | 30,9         | 33,9         | 99,1         | 1 074,3   |
| dont nombre de jours avec précipitations ≥ 1 mm  | 12,1         | 13,8         | 14,7         | 12,3         | 10,2         | 11,3         | 12,9         | 11,6         | 9,1          | 7,6          | 6,3          | 9,6          | 131,4     |
| dont nombre de jours avec précipitations ≥ 5 mm  | 6,2          | 7,2          | 7,5          | 5,5          | 3,8          | 3,5          | 3,9          | 2,9          | 2,8          | 1,7          | 1,7          | 4,2          | 50,8      |
| dont nombre de jours avec précipitations ≥ 10 mm | 3,8          | 4,5          | 4,3          | 3,4          | 1,7          | 1,6          | 1,5          | 1,1          | 1,1          | 0,6          | 0,7          | 2,6          | 26,8      |

### Flore et faune

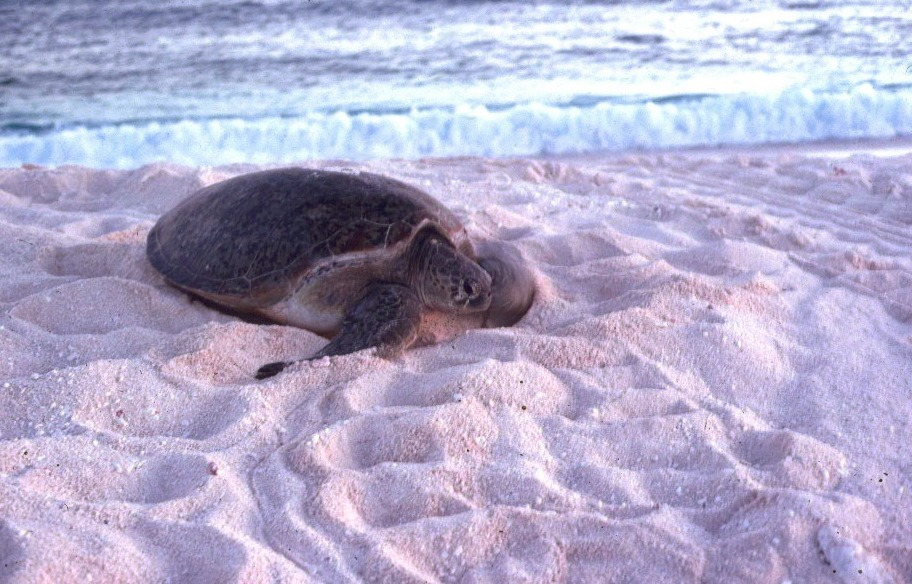
Tortue venant pondre sur une plage de l'île Tromelin.

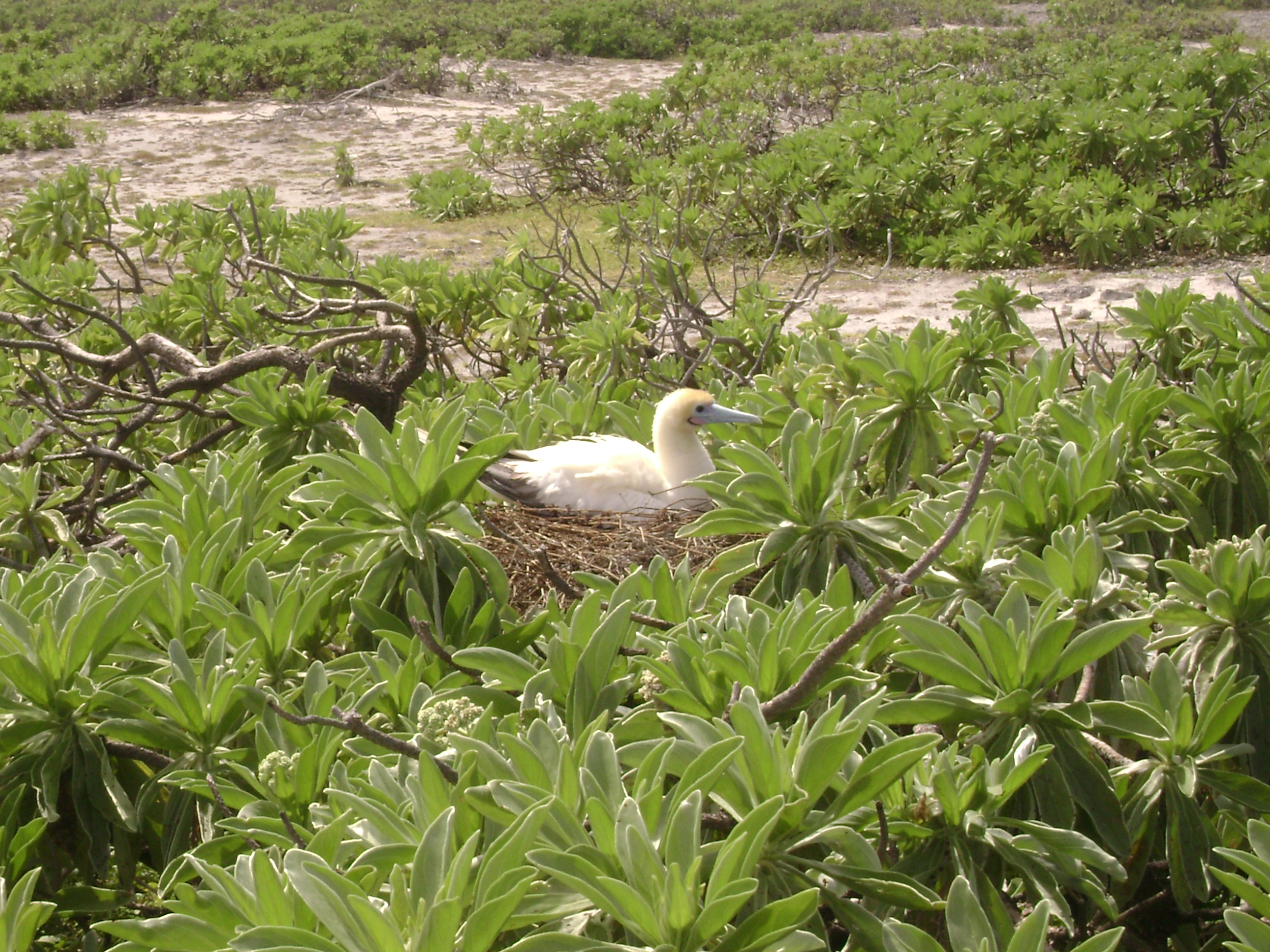
Nidification d'un fou sur un veloutier.

La flore est peu développée du fait des conditions météorologiques et du manque d'eau douce (stress hydrique). À l'exception de deux ou trois mois en été, cette île plane est balayée, nuit et jour, par des alizés qui sont soutenus en hiver. En été, elle peut subir les assauts des cyclones tropicaux et des tempêtes tropicales. On ne trouve donc que des herbes et des broussailles constituées d'arbustes peu denses. Des veloutiers (Heliotropium foertherianum) et des pourpiers (Portulaca oleracea), à la croissance torturée par un vent d'est dominant, sont présents un peu partout sur l'île. Les essais de plantations d'autres espèces n'ont pas réussi à l'exception de quelques rares cocotiers venant des îles Glorieuses et d'un vacoa (Pandanus utilis).
La faune est essentiellement constituée de bernard-l’hermite (Paguroidea), d'oiseaux marins et de tortues marines pour lesquelles l'île est un important lieu de ponte. La tortue verte (Chelonia mydas), aussi appelée tortue franche, est principalement rencontrée et, dans une moindre mesure, la tortue à écailles, plus connue sous le nom de caret. Les oiseaux vivant en colonies permanentes et se reproduisant sur l'île sont les fous masqués à palmes noires (Sula dactylatra) et les fous à pieds rouges (Sula sula). D'autres sont simplement de passage, comme les frégates (suivant le régime des vents) et les sternes blanches (Gygis alba), ces dernières  sont observées au moins en août, septembre, octobre. Des Charadriiformes, tournepierre à collier (Arenaria interpres) et Courlis (Numenius sp.) fréquentent également l'île, au moins entre août et octobre.
Les eaux aux alentours sont très poissonneuses. L’Initiative française pour les récifs coralliens (IFRECOR) a recensé vingt-six espèces de coraux.
Des espèces allochtones ont été introduites sur l'île lors des différents naufrages : rats, souris et lapins. Ces derniers ont été décimés en 1986 par le cyclone Erinesta. L'île a été dératisée en 2005, permettant de multiplier par dix le nombre d’oiseaux marins (passés de cinq cents couples en 2005 à plus de cinq mille couples en 2020), ainsi que le retour de cinq espèces (sterne fuligineuse...) qui ne nichaient plus à Tromelin depuis 1836.

## Histoire

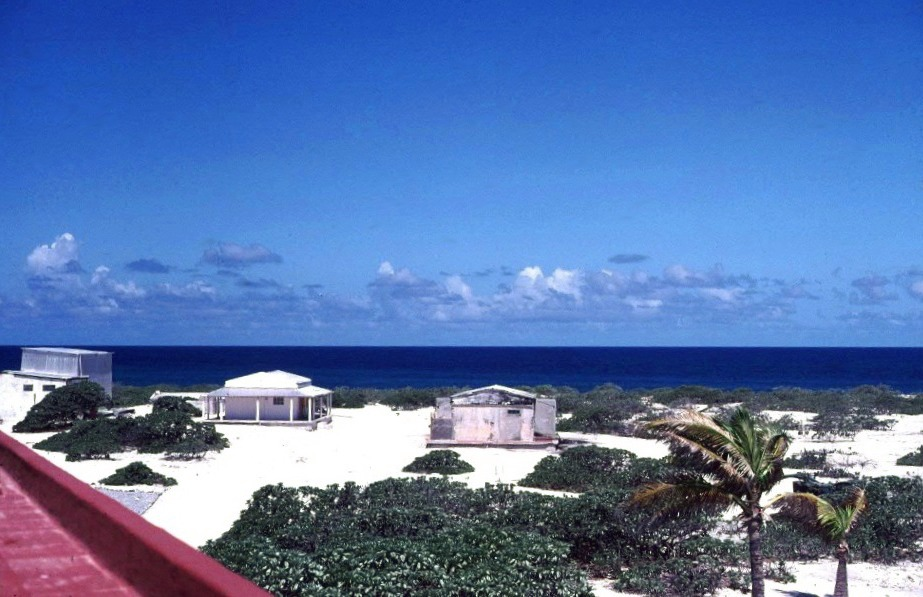
Vue d'une partie des bâtiments de l'île Tromelin.

### Découverte
L'île Tromelin, petite et plane, à l'écart des routes de navigation, n'est découverte qu'en août 1722 par le navire français de la Compagnie française des Indes orientales, la Diane, commandé par Jean Marie Briand de la Feuillée et elle est baptisée « Île de Sable » à cause des plages de sable blanc qui l'entourent complètement. L'île est décrite comme une « île plate de 700 toises sur 300 environ ». La Feuillée avait estimé sa position par 74° 51’ Est (par rapport au méridien de Tenerife) et par 16° 19’ Sud.
Ces coordonnées figurent également en 1739, dix-sept ans après cette première observation, sur une carte conservée dans les archives de la Marine, comme une petite tache à l’Est de Madagascar. En 1740, elle apparaît sur un autre document, mais avec des coordonnées différentes : 53° 12’ Est et 15° 30’ Sud. En 1753, une troisième carte signale sa présence à une position qui a encore changé. Jean-Baptiste d’Après de Mannevillette, hydrographe confirmé et auteur d’un recueil de cartes qui fait autorité, le Neptune Oriental, la situe cette fois par 52° 32’ Est et 15° 55’ Sud, sans que l’on sache d’où il tire ces informations, car bien qu’il ait croisé dans ces parages, il n’a jamais réussi à l’apercevoir.

### Naufragés de Tromelin
L'île Tromelin a connu un épisode tragique : les « naufragés de Tromelin ».
Dans la nuit du 31 juillet au 1er août 1761, L'Utile, frégate de la Compagnie française des Indes orientales affrétée par le négociant esclavagiste Jean-Joseph de Laborde et commandée par le capitaine Jean de Lafargue, fait naufrage sur les récifs coralliens de l'île. Le bateau parti de Bayonne en France avec cent-quarante-deux hommes d'équipage, après une escale à l'île de France (actuelle île Maurice), avait embarqué cent soixante hommes, femmes et enfants malgaches à Foulpointe, sur la côte orientale de Madagascar, pour les emmener en esclavage sur l'île Maurice malgré l'interdiction de la traite décrétée par le gouverneur. Une erreur de navigation, due à l'utilisation de deux cartes contradictoires et à la navigation de nuit, fait échouer le navire sur les récifs de l'île Tromelin.
Lors du naufrage, l'équipage et environ quatre-vingts Malgaches (la moitié de ceux qui avaient embarqué) arrivent à rejoindre l'île ; mais les autres esclaves, enfermés dans les cales dont les issues étaient clouées chaque soir par peur d'une révolte, périssent noyés. L'équipage récupère différents équipements, des vivres ainsi que du bois de l'épave. Ils creusent un puits, permettant d'obtenir de l'eau tout juste potable, et se nourrissent des vivres récupérés, de tortues et d'oiseaux de mer.
Le capitaine Jean de Lafargue, ayant perdu la raison à la suite de la perte de son navire, est remplacé par son premier lieutenant, commandant en second, Barthélémy Castellan du Vernet. Celui-ci fait construire deux campements sommaires, l'un pour l'équipage et l'autre pour les esclaves, ainsi qu'une forge. Avec les matériaux récupérés de l'épave, il fait construire une embarcation qui, deux mois après le naufrage, embarquera avec peine les 122 hommes d'équipage restants, laissant les Malgaches sur l'île avec quelques vivres.
Castellan promet aux quatre-vingt esclaves restés sur l'île de revenir les chercher. Les marins atteignent Madagascar en un peu plus de quatre jours et sont transférés à l'île Bourbon (aujourd'hui La Réunion) puis à l'île de France (aujourd'hui l'île Maurice).
Durant la traversée de Madagascar vers l'île Bourbon à bord du Silhouette, le capitaine Lafargue décède de maladie et Castellan demande par de nombreuses fois l'autorisation d'aller secourir les esclaves restés sur l'île. Mais le gouverneur Antoine Marie Desforges-Boucher, furieux que Lafargue ait enfreint ses ordres de ne pas importer d'esclaves sur l'île de France (par crainte d'un blocus de l'île par les Anglais et donc d'avoir des bouches supplémentaires à nourrir), refuse catégoriquement.
Castellan finit par abandonner et quitte l'île de France pour rentrer en France métropolitaine, fin août 1762. La nouvelle de cet abandon arrive à Paris et agite un temps le milieu intellectuel de la capitale avant que les naufragés ne soient oubliés avec la fin de la guerre de Sept Ans et la faillite de la Compagnie des Indes.
En 1773, un navire passant à proximité de l'île Tromelin les repère et les signale de nouveau aux autorités de l'île de France. Un bateau est envoyé mais ce premier sauvetage échoue, le navire n'arrivant pas à s'approcher de l'île. Un an plus tard, un second navire, La Sauterelle, ne connaît pas plus de réussite. Il réussit néanmoins à mettre une chaloupe à la mer et un marin parvient à rejoindre les naufragés à la nage, mais il doit être, lui aussi, abandonné par ses camarades qui ne peuvent accoster à cause de l'état de la mer et le navire doit quitter les parages de l'île. Ce marin fait construire, quelque temps plus tard, un radeau sur lequel il embarque avec trois hommes et trois femmes rescapés mais ce radeau disparaît en mer, sans doute en 1775,,.
Ce n'est que le 29 novembre 1776, quinze ans après le naufrage, que Jacques-Marie Boudin de Tromelin (1751-1798), commandant la corvette La Dauphine, récupère les huit esclaves survivants : sept femmes et un enfant de huit mois. En arrivant sur place, Tromelin découvre que les survivants sont vêtus d'habits en plumes tressées et qu'ils ont réussi, pendant toutes ces années, à maintenir un feu allumé grâce au bois provenant de l'épave, l'île étant dépourvue d'arbres. Les survivants sont recueillis par Jacques Maillart du Mesle, intendant de l'île de France, qui les déclare libres (ayant été acquis illégalement, ils ne sont pas considérés comme esclaves et n'ont donc pas à être affranchis) et leur propose de les ramener à Madagascar, ce qu'ils refusent, au motif qu'elles y seraient « esclaves des autres Noirs »,. Maillart décide de baptiser l'enfant Jacques Moyse (Moïse), le jour même de son arrivée à Port-Louis le 15 décembre 1776,, de renommer d'office sa mère « Ève » (alors que son nom malgache était Semiavou qui se traduit par « celle qui n’est pas orgueilleuse »), et de faire de même avec sa grand-mère qu'il nomme « Dauphine » d'après le nom de la corvette qui les a secourues,. Le trio est accueilli dans la maison de l’intendant sur l'île de France,. Le chevalier de Tromelin est le premier à décrire précisément l'île qui porte désormais son nom.
Condorcet plaidant l'abolition de l'esclavage dans son ouvrage Réflexions sur l'esclavage des nègres, paru en 1781 sous nom d'emprunt, relate la tragédie des naufragés de Tromelin afin d'illustrer l'inhumanité de la traite.

#### Nom
Au XIXe siècle, l’île de Sable est rebaptisée du nom de Tromelin, en 1825 sur un relevé hydrographique anglais mais seulement vers 1885 chez les francophones,.

### Le naufrage de l'Atieth Rahamon
Par la suite, l'île Tromelin connaît d'autres naufrages.
En 1830, le capitaine Laplace reçoit pour mission de reconnaître l'île et de s'assurer qu'il n'y ait pas de naufragés. Ne pouvant y aborder, il se contente d'en faire le tour, notant la présence de cabanes abandonnées. Il calcule aussi la position de l'île avec 15° 38' Sud et 52° 11' Est. Cette position n'est rectifiée qu'en 1955 par le révérend père Cattala qui travaille pour l'Observatoire de Tananarive avec  15° 53' Sud et 54° 31' Est.
Le 23 novembre 1867, le trois-mâts indien Atieth Rahamon, commandé par le capitaine Samuel C. Hodges, appareille de Port-Louis (Ile Maurice) à destination de Bombay, chargé de 10 474 sacs de sucre avec deux passagers. Le 26 novembre, il fait naufrage au sud-est de l'île Tromelin. Équipage et passagers débarquent sur l'île. Une embarcation non pontée est envoyée pour chercher du secours. Les rescapés sont finalement sauvés par le brick français Pionnier (capitaine Delaselle), les 21 et 22 décembre. Cinquante-sept  survivent sous des tentes faites avec les voiles du navire. Ils sont secourus trente-trois jours plus tard. Pendant leur séjour un cyclone très violent balaye l’île, dont rend compte le journal de bord du capitaine :

« […] Les tentes sous lesquelles nous vivions sont mises en pièces par le vent et les petits arbustes dont l’île était partiellement couverte, sont complètement arrachés au niveau des racines […] il est absolument impossible à qui que ce soit de résister à la force du vent sans se tenir à quelque chose, au risque d’être emporté et jeté à la mer,. »

### Activités météorologiques

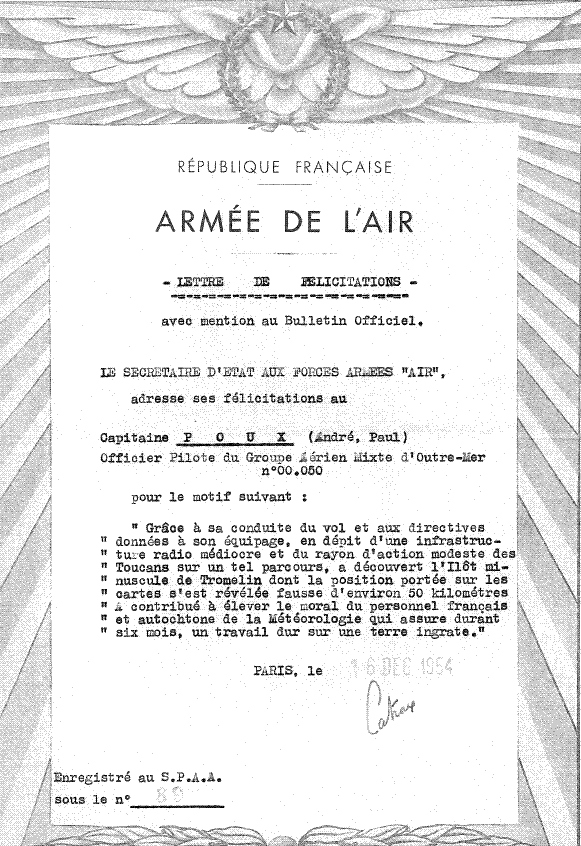
Lettre de félicitations adressée au capitaine André Paul Poux pour son atterrissage sur l'île Tromelin en 1954, rédigée par le secrétaire d'État aux forces armées de l'air françaises.

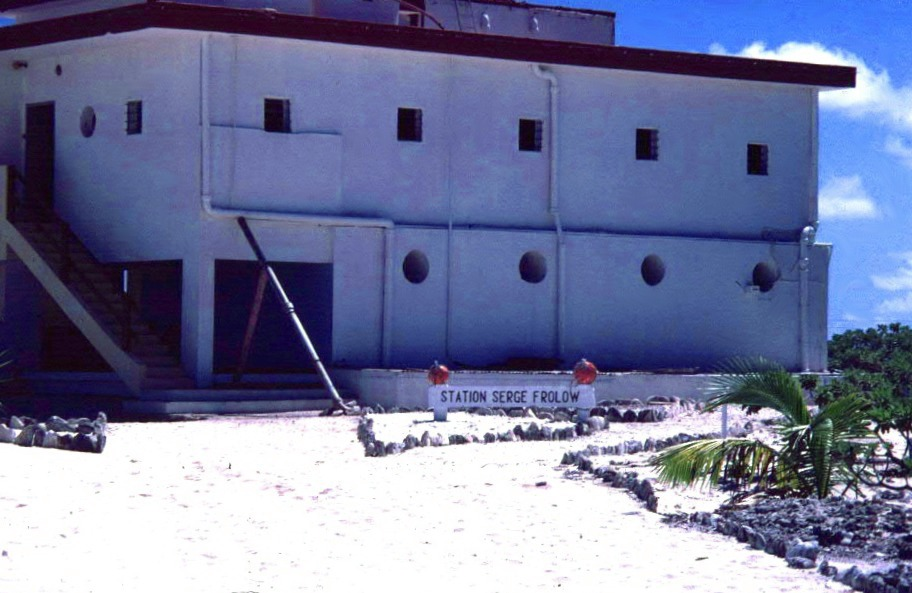
Vue de la station météorologique Serge Frolow de l'île Tromelin.

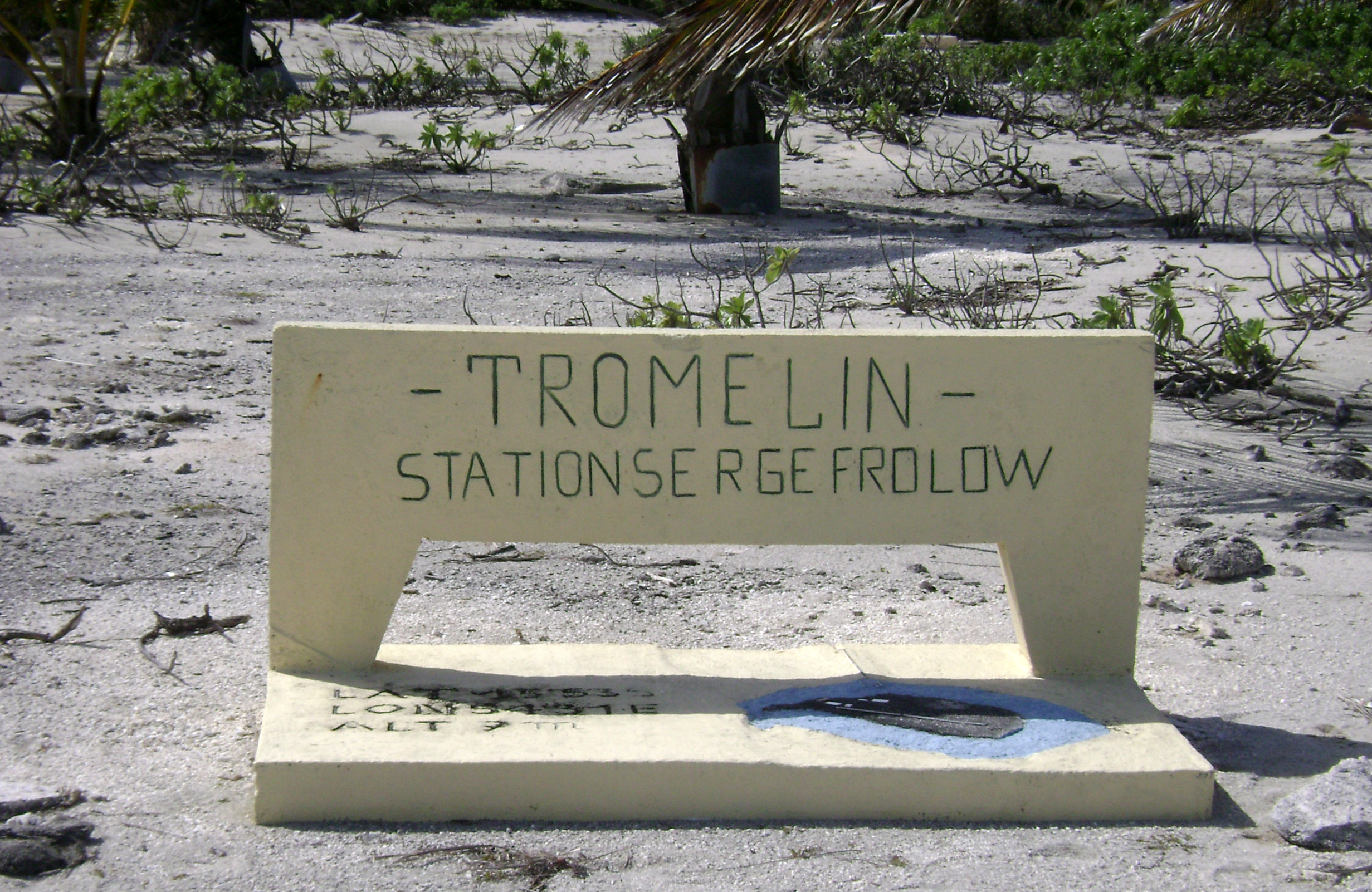
Plaque de la station météorologique Serge Frolow.

En 1947, l'île commence à intéresser les autorités françaises à des fins de météorologie tropicale pour la surveillance des cyclones tropicaux. La Marine nationale française organisa deux expéditions en 1953. La direction de la météorologie nationale française, suivant une demande de l'Organisation météorologique mondiale, installe le 7 mai 1954 une station météorologique permanente qui détruit une partie des vestiges des naufragés de Tromelin. C'est Serge Frolow, ingénieur en chef de la météorologie, qui dirige les travaux,.
L'île est toujours aussi difficile d'accès par la mer et lors des débarquements depuis le baliseur Marius Moutet de la mission française en avril et mai 1954, une partie du chargement tombe à la mer. Depuis cette année, une présence humaine est assurée sur l'île. Le personnel de la météorologie nationale s'est installé dans un bâtiment de trois étages situé au-devant de l'aérodrome où les observateurs de Météo-France faisaient toujours avant 2011 des séjours en rotation de 1 à 3 mois (jusqu'à 6 mois à l'origine). La station a été automatisée en 2011 et n'accueille plus depuis qu'une équipe de 4 personnes des Terres australes et antarctiques françaises (TAAF) qui assure une présence française permanente sur l'île pour des programmes d'étude et de conservation de l'environnement.
Juste à côté se trouve la station météorologique comportant de nombreux équipements de Météo-France. L'île n'offre aucun port et seul un mouillage au large est possible. Elle possède un aérodrome avec une piste, achevée le 20 juin 1954, de 1 100 mètres environ de longueur avec radioguidage par balise. Le premier pilote à s'y être posé est le capitaine André Poux. Un phare est situé sur le toit du bâtiment principal.
En 1960, la France place l'île Tromelin, comme les autres îles Éparses de l'océan Indien, sous l'autorité du ministère des DOM-TOM[réf. souhaitée].

### Expédition «Esclaves oubliés»
Une expédition archéologique « Esclaves oubliés » menée par Max Guérout, ancien officier de la marine française et directeur des opérations du Groupe de recherche en archéologie navale et Thomas Romon, archéologue à l'Inrap, a lieu d'octobre à novembre 2006. Elle est placée sous le patronage de l'UNESCO et du Comité pour l'histoire et la mémoire de l'esclavage. Les résultats des découvertes sont rendus publics le 17 janvier 2007. Les dix membres de l'expédition sondent l'épave de L'Utile et fouillent l'île à la recherche des traces des naufragés dans le but de mieux comprendre leurs conditions de vie pendant ces quinze années.
Selon Max Guérout, chef de la mission, « En trois jours, un puits de 5 mètres de profondeur est creusé. Cela représente un effort considérable. » « On a retrouvé de nombreux ossements d'oiseaux, de tortues, et de poissons. » « L'arrivée de ces naufragés a dû causer une véritable catastrophe écologique pour l'île. » « On n'a pas l'impression que ces gens étaient écrasés par leur condition. Ils ont essayé de survivre avec ordre et méthode. »
Un journal de bord anonyme, attribué à l'écrivain de l'équipage, est retrouvé. Des soubassements d'habitations fabriquées en grès de plage et corail sont également mis au jour (les survivants transgressèrent ainsi une coutume malgache selon laquelle les constructions en pierre étaient réservées aux tombeaux). On retrouva aussi six gamelles en cuivre réparées à de nombreuses reprises et un galet servant à affûter les couteaux. Le feu du foyer est maintenu pendant quinze ans grâce au bois provenant de l'épave, l'île étant dépourvue d'arbres.
Une deuxième expédition organisée en novembre 2008 n'a pas permis de retrouver les sépultures observées en 1851 par un officier de marine anglais. Toutefois les restes de deux corps ont été mis au jour lors du creusement des fondations d'un bâtiment de la station météo. Trois bâtiments construits à l'aide de blocs de corail ont été découverts, dont la cuisine encore équipée des ustensiles de cuisine et en particulier de récipients en cuivre réparés à plusieurs reprises, témoignant de l'industrie des esclaves et de leur énergie à survivre.
Une troisième mission archéologique a eu lieu en novembre 2010. Elle a permis la découverte de trois nouveaux bâtiments et de nombreux objets, dont deux briquets et des silex, qui ont élucidé la technique utilisée par les naufragés pour rallumer le feu.

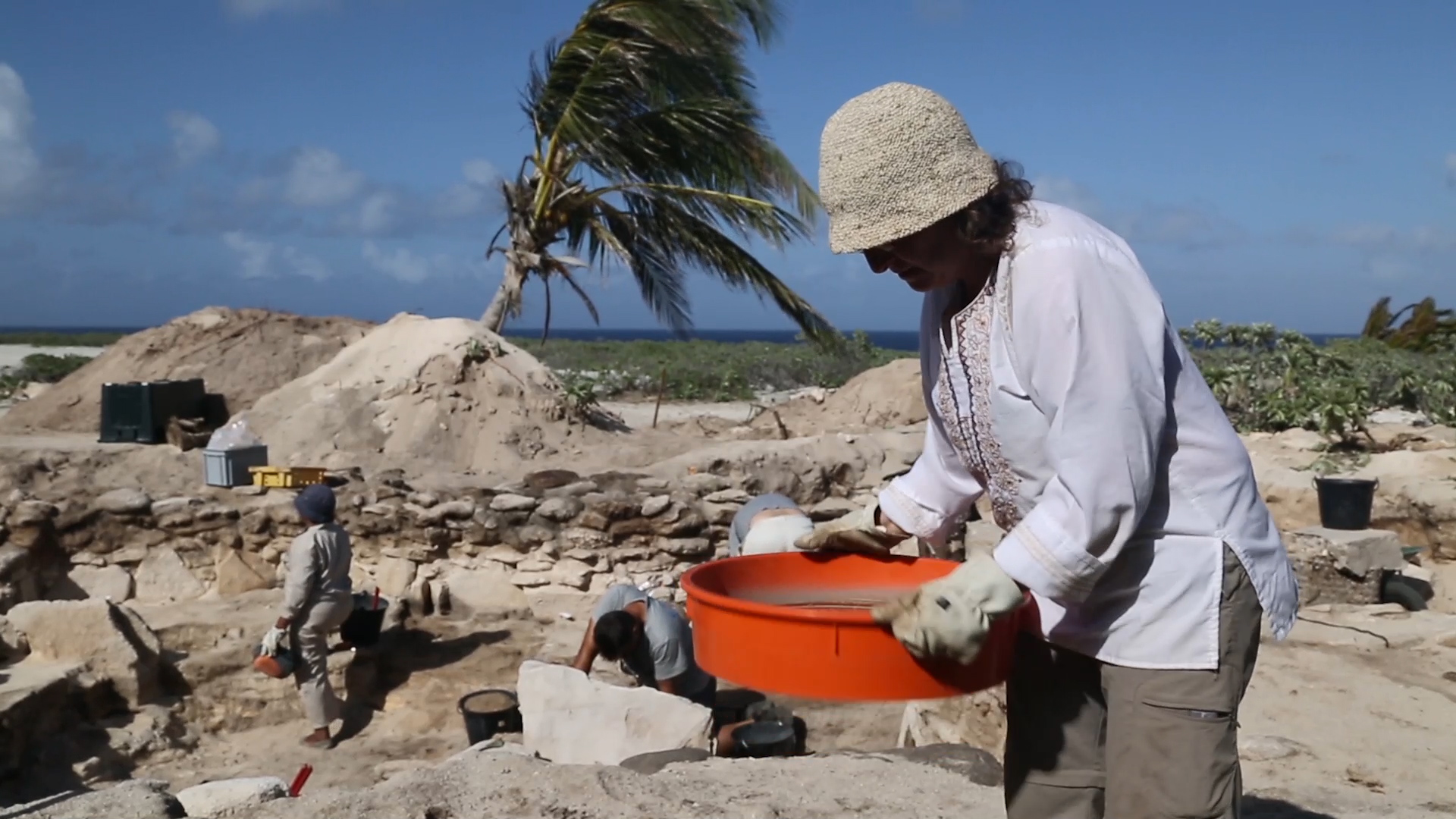
Tamisage sur le site de fouille à Tromelin lors de la quatrième expédition archéologique en 2013

La quatrième expédition dont Thomas Romon est désormais co-directeur, a lieu en septembre/octobre 2013. D'une durée de 45 jours, elle a permis de relever de nombreux outils, des foyers et de comprendre l'aménagement du lieu, réalisé en quatre phases d'habitation.
Un documentaire suit au jour le jour cette quatrième mission archéologique, 1000 heures à Tromelin, réalisé par Lauren Ransan.

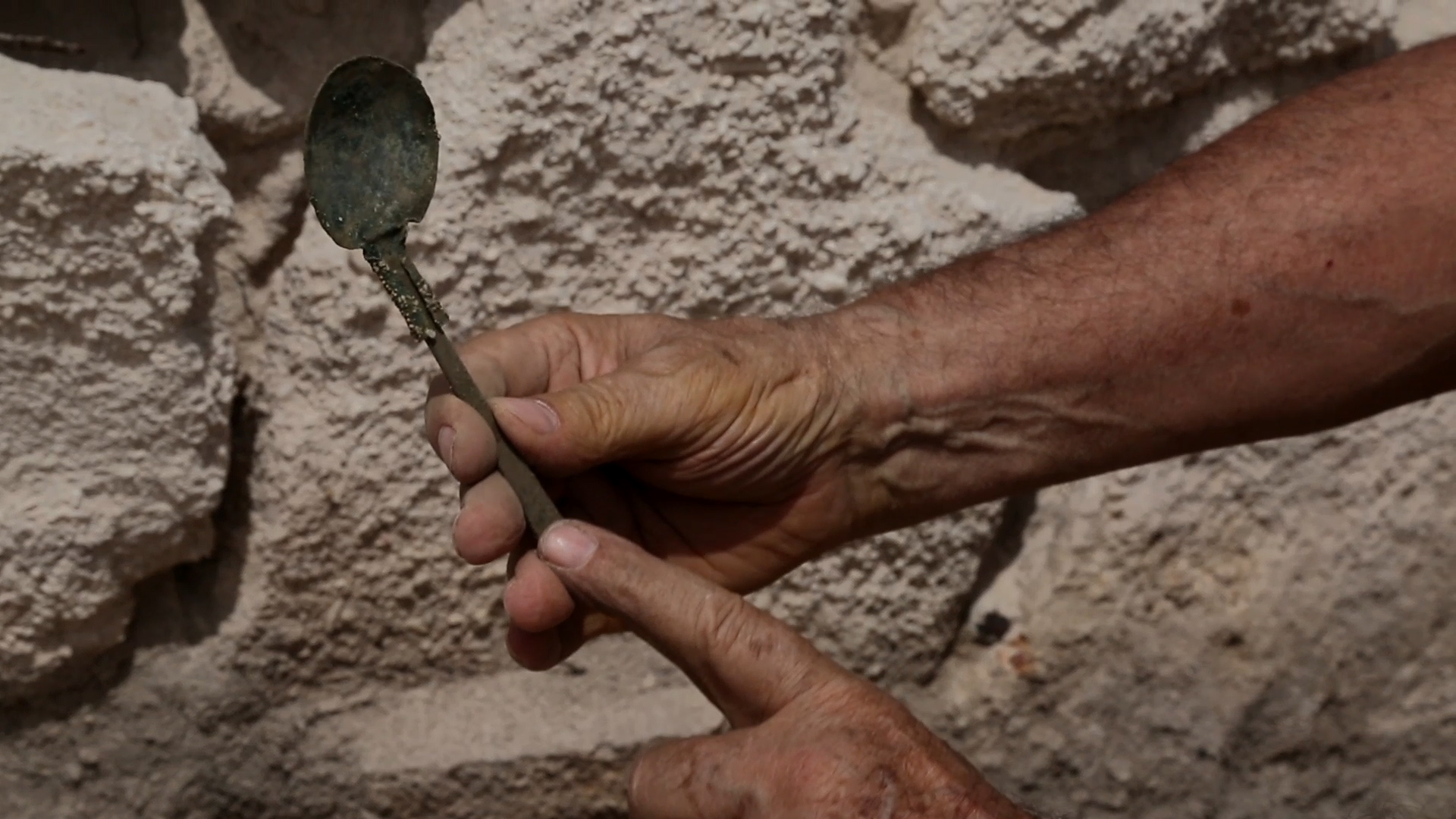
Vestige d'une cuillère rapiécée mis au jour en 2013 sur le site d'habitation des naufragés à Tromelin

En 2016, une exposition présentant les résultats des différentes campagnes de fouilles, intitulée « Tromelin, l’île des esclaves oubliés », a été présentée conjointement en France métropolitaine et dans les DROM : au musée Stella Matutina à Saint-Leu (île de La Réunion), au château des ducs de Bretagne à Nantes, à la Maison d’Agglomération de Lorient, au musée d'Aquitaine à Bordeaux, au musée départemental d'archéologie et de préhistoire de la Martinique à Fort-de-France,, au Musée Basque et de l'Histoire de Bayonne de juin à novembre 2017, et enfin au Musée de l'Homme à Paris du 13 février 2019 au 3 juin 2019.

## Administration

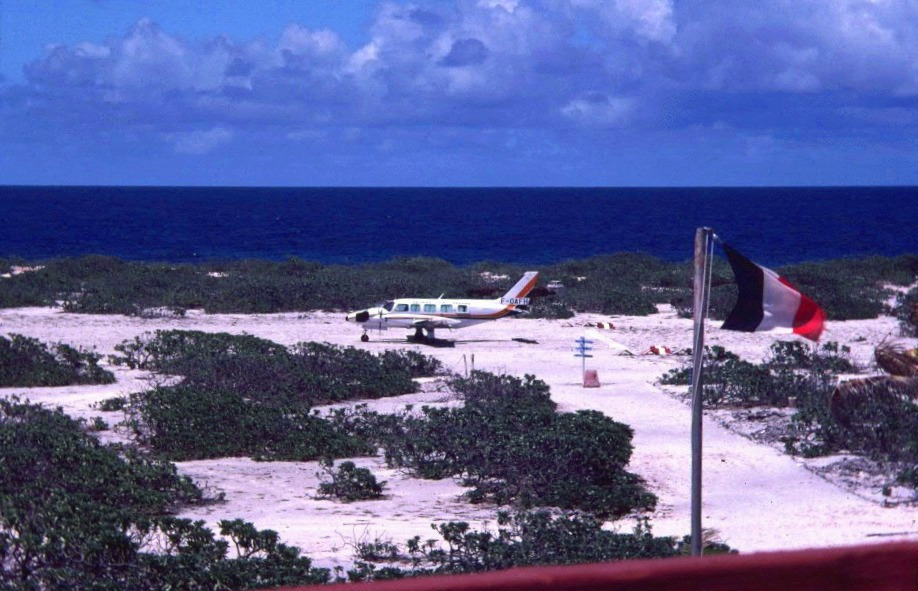
Avion sur la piste d'aviation de l'île Tromelin avec un drapeau français flottant en 1981.

L'île Tromelin est placée sous la juridiction de La Réunion en 1814 et est longtemps administrée par le préfet de cette région française bien qu'elle n'en fasse pas partie.
En 1960, l'île Tromelin est officiellement rattachée au ministère des DOM-TOM. Depuis un arrêté du 3 janvier 2005, elle relève de la responsabilité du préfet qui fait office d'Administrateur supérieur des Terres australes et antarctiques françaises. La France la considère sienne en tant que « domaine privé de l'État » qui fait partie d'un groupe d'îles françaises appelées îles Éparses de l'océan Indien. La république de Maurice en réclame la souveraineté.
Depuis 2007, l'île Tromelin fait partie, avec les autres îles Éparses de l'océan Indien, du cinquième district des Terres australes et antarctiques françaises, un territoire d'outre-mer. Dans ce nouveau contexte, l'Île Tromelin fait toujours partie des Terres australes et antarctiques françaises (TAAF), mais à l'intérieur d'un district, composante des TAAF.
L'Île Tromelin est ainsi, comme le sont les TAAF en 2016, toujours placée sous l'autorité de l'administrateur supérieur des TAAF qui exerce les fonctions de chef du territoire. Il est à noter que ce dernier jouit du rang de préfet. À ce sujet, un chef de district, pour Tromelin mais également pour tout le district des îles Éparses, y est le représentant du préfet des TAAF, l’administrateur supérieur.
Un des rôles des chefs de district dans les TAAF est de diriger les bases australes et antarctique. De plus, Tromelin, comme les autres territoires d’outre-mer, est associée à l’Union européenne, en tant que PTOM (pays et territoires d’outre-mer). Enfin, le budget du district dont Tromelin fait partie est lié au budget général des TAAF qui représente actuellement 26 millions d'euros.

Tromelin fait partie des Terres australes et antarctiques françaises.

Il existe une station météo sur l'île. La France y assure la présence permanente de 3 personnes, qui se relaient par roulement.

### Revendication mauricienne
Maurice revendique la souveraineté sur l'île Tromelin comme sur l'archipel des Chagos. Si l'île en elle-même ne présente pas un grand intérêt économique ou stratégique, les eaux qui l'entourent sont très poissonneuses.

#### Contexte
Avant l'ouverture du canal de Suez, Maurice occupait une position stratégique dans l'océan Indien et fut donc l'objet des rivalités franco-britanniques. Les Français remportèrent la bataille de Grand Port, leur seule victoire navale sur les Britanniques pendant la campagne de l'île Maurice, mais ils ne purent empêcher la prise de l'île de France (actuelle île Maurice) par les Britanniques à cap Malheureux trois mois plus tard. Le traité de Paris signé le 30 mai 1814 concéda officiellement la possession de l'Isle de France et ses dépendances au Royaume-Uni. À la suite du traité, l'île de La Réunion fut restituée à la France. Les Seychelles furent plus tard détachées de l'île Maurice et devinrent un État indépendant en 1976. Les Britanniques rebaptisent l'île Mauritius, mais laissèrent aux Mauriciens leurs langues, leurs religions, leurs coutumes, leur système juridique et leurs plantations.

#### Souveraineté
Maurice, qui devient un État indépendant en 1968, revendique officiellement Tromelin depuis le 2 avril 1976. La revendication s'appuie sur le traité de Paris dont l’article 8 stipulait la cession par la France au Royaume-Uni de l’île Maurice et de ses dépendances. Pour autant, Tromelin n’étant pas explicitement mentionnée dans le texte original français du traité, Paris considère que l'île appartient à la France. Les autorités mauriciennes se fondant elles seulement sur une traduction anglaise  de ce traité (probablement T F. Jefferies, The Gentleman's Magazine, Volume 84 Part 1, 1814. pp. 634-640), dans laquelle est employé, l’adverbe « especially Rodrigues and The Seychelles », là où le texte original français utilise « nommément Rodrigue et les Séchelles ». Il faut toutefois rappeler qu'il n'y a pas de version anglaise officielle du traité, comme la plupart des traités de l'époque, le traité de Paris n'a été rédigé (et négocié) qu'en français.
La thèse de Maurice est que la cession au Royaume-Uni des « dépendances » de Maurice aurait été générale, au-delà de celles nommées « en particulier » qu’étaient Rodrigues et les Seychelles. À l’appui de cette analyse, les Mauriciens font valoir qu’après la cession de Maurice en 1814, les autorités britanniques ont pris possession d’autres petites îles « dépendantes » de ce territoire qui pourtant n’étaient pas expressément nommées dans le traité de Paris, par exemple Saint-Brandon et les îles Agalega (qui appartiennent désormais à Maurice). Par ailleurs, les autorités britanniques de Maurice auraient aussi pris des actes d’administration concernant Tromelin, notamment en y accordant quatre concessions d’exploitation du guano entre 1901 et 1951.
En 2004, la marine nationale française arraisonne deux navires de pêche japonais dans la zone exclusive de l'île Tromelin alors qu'ils avaient obtenu de Maurice une licence de pêche sur cette zone.
Une revendication malgache existe sur les îles Éparses de l'océan Indien mais sans vraiment préciser si elle y inclut l'île Tromelin dont elle a semblé reconnaître la demande de souveraineté mauricienne.

#### Projet avorté de cogestion
En 2009, un projet d'accord entre la France et l'île Maurice est signé sur un projet de gestion commune de l'île Tromelin. Le 7 juin 2010, les deux pays entérinent l'accord de cogestion de l'île à Port-Louis. En 2012, le texte est adopté au Sénat, puis au printemps 2013 en commission à l'Assemblée Nationale, avant d'être retiré de l'ordre du jour. À la suite de certaines critiques consécutives au vote à l'Assemblée nationale du projet de loi sur l'accord de cogestion, le ministre français des Outre-mer Victorin Lurel se rend à Tromelin le 17 avril 2013 pour y réaffirmer la souveraineté française sur l'île,.
Le 17 janvier 2017, alors que l'accord de cogestion devait être soumis au vote de l'Assemblée Nationale le 18 janvier 2017, des sources parlementaires et gouvernementales annoncent que la ratification de l'accord a été retirée de l'ordre du jour.
L'accord d'octobre 2024 sur la restitution à l'île Maurice des îles Chagos par la Grande-Bretagne relance le débat dans la région,.

## Dans la culture

### Littérature
Le fait divers singulier du naufrage de L'Utile sur l'île Tromelin a inspiré le livre Les Naufragés de l'île Tromelin d'Irène Frain paru en 2009. L'autrice, qui a eu accès à la documentation rassemblée par Max Guérout du Groupe de recherche en archéologie navale et a effectué un court séjour sur l'île, tente de percer le mystère des acteurs de ce drame et apporte sa vision du comportement des différents protagonistes et notamment du capitaine Lafargue et du lieutenant Castellan. Sur le même sujet, en 2022, Olivier Fontaine-Kermarrec publie un livre contre-enquête intitulé Naufragés de Tromelin.
En octobre 2010, les éditions du CNRS et l'INRAP publient Tromelin - L'île aux esclaves oubliés, un ouvrage scientifique destiné au grand public, rédigé par Max Guérout et Thomas Romon avec le concours de Joë Guesnon, Nick Marriner, Philippe Charlier, Véronique Laroulandie et Gaël Leroux. Ce livre s'appuie sur les recherches historiques effectuées depuis 2004 et sur les résultats des deux missions archéologiques effectuées en 2006 et 2008. Une seconde édition est publiée en 2015.
Max Guérout est aussi l'auteur d'Esclaves et Négriers (2012), traitant notamment de l'expédition « Esclaves oubliés », et de Tromelin, mémoire d'une île (2015).
Une bande dessinée d'Emmanuel Lepage, Voyage aux îles de la Désolation, relate une rotation du Marion Dufresne 2, dont un passage à l'île Tromelin.
Parue en 2015, la bande dessinée Les esclaves oubliés de Tromelin de Sylvain Savoia raconte de façon croisée le naufrage et la vie des rescapés sur l'île Tromelin et l'expédition de fouille de 2010.
Les Robinsons de l'île Tromelin. L'histoire vraie de Tsimiavo (2016), d'Alexandrine Civard-Racinais relate cette histoire du point de vue de Tsimiavo, jeune malgache naufragée sur l'île Tromelin, qui en sera l'une des ultimes survivantes de cet épisode tragique. Civard-Racinais est également l'autrice de Île Tromelin. Des tortues, des oiseaux et des esclaves oubliés (2019), où elle retrace sa découverte de l'île Tromelin en septembre 2015 et relate les découvertes archéologiques effectuées sur place par Max Guérout et son équipe pour retrouver les traces des esclaves.
En 2019, Éric Fougère publie le roman L'île des sables, fiction qui s'inscrit dans les faits historiques établis par Max Guérout et le Groupe de recherche en archéologie navale. Le fil du récit est l'enquête menée par l'intendant Maillard du Mesle qui a recueilli trois des rescapés, afin de tenter de démêler les faits, les rumeurs, les responsabilités dans l'abandon des quatre-vingts hommes et femmes sur l'île. 

### Audiovisuel
- 1000 heures à Tromelin[60], de Lauren Ransan, 2014, documentaire réalisé lors de la 4e campagne de fouilles archéologiques de Tromelin[61],[62].
- Les esclaves oubliés de Tromelin, Thierry Ragobert et Emmanuel Roblin, documentaire[63].
- L'Utile, 1761. Esclaves oubliés, Jérôme Palteau, reportage[64].

### Exposition
- Tromelin. L'Île des esclaves oubliés, exposition itinérante conçue initialement en 2015 par le Musée d'histoire de Nantes.